# Jürg Löw
Jürg Löw (* 27. Januar 1946 in Basel) ist ein Schweizer Schauspieler, Hörspiel- und Synchronsprecher.

## Leben
Seine Schauspielausbildung absolvierte Jürg Löw zwischen 1967 und 1970 an der Otto-Falckenberg-Schule in München. Bis 1990 war er unter anderem an den Schauspielhäusern in Heidelberg, Bremen, Stuttgart und Köln engagiert. Lange Jahre gehörte er zum Ensemble von Hansgünther Heyme, unter dessen Regie er 1981 bei der deutschen Erstaufführung von Ariane Mnouchkines Mephisto-Dramatisierung nach dem Roman von Klaus Mann mitwirkte.
Seit 1990 ist er freischaffend tätig und spielte als Gast an mehreren grossen deutschen Bühnen, z. B. den Mackie Messer in der Dreigroschenoper und wirkte in verschiedenen musikalischen Inszenierungen von Herbert Wernicke mit. Im Fernsehen war er mit Gastrollen in Serien wie Die April Hailer Show, Die Wache, Nikola und SK Kölsch zu sehen. Jürg Löw spielte Hauptrollen in der Fernseh-Serie Westerdeich (1995) und neben Kalle Pohl den französischen Küchenchef in Kalle kocht (2003) sowie Episodenrollen in mehreren Tatort-Folgen, beispielsweise Cornelius Stettenkamp im Münsteraner Tatort Das ewig Böse. Ferner stellte er den Staatsanwalt Suter in den Schweizer Kommissär-Hunkeler-Verfilmungen (nach den Romanvorlagen von Hansjörg Schneider) dar. Seine bedeutendsten Rollen in Kinofilmen waren die des Botschafters Müller in Ernstfall in Havanna und die des Vaters von Bäschteli in Mein Name ist Eugen.
Als Synchronsprecher sprach er unter anderem den Phoebus in Disneys Der Glöckner von Notre Dame (1996) und lieh Darstellern wie James Brolin seine Stimme. Zudem war er Sprecher zahlreicher Fernseh-Dokumentarfilme und arbeitete an inzwischen weit über zweihundert Hörspiel- und Hörbuch-Produktionen mit.
Löw ist Wanderreiter und wurde 2008 Präsident der Deutschen Wanderreiter-Akademie.
Jürg Löw ist der Vater des Schauspielers Hans Löw. Er lebt in Köln (Stand 2008).

## Filmografie (Auswahl)
- 1983: Tatort: Mord ist kein Geschäft
- 1985: El suizo – un amour en Espagne
- 1993: Stadtklinik (2 Episoden)
- 1994: Die Wache – Vermisst
- 1994: Tatort: Herrenboxer
- 1995: Westerdeich
- 1996: Und tschüss! Auf Mallorca
- 1998: Die vier Spezialisten – Fahrkarte ins Jenseits
- 1998: Die Anrheiner – Bruno
- 1999: Die Wache – Feuertaufe
- 1999: SK Kölsch – Spiel mit dem Feuer
- 2000: Tatort: Direkt ins Herz
- 2000: Männer sind was Wunderbares – Die Schönheitsfarm
- 2000: Die Anrheiner – Die Eierfeier
- 2000: Höllische Nachbarn – Chaos im Hotel
- 2000: Der letzte Sommer
- 2001: Die Pfefferkörner – Der silberne Elefant
- 2002: Ernstfall in Havanna
- 2002: girl friends – Freundschaft mit Herz – Demnächst auf Wolke Sieben
- 2003: Kalle kocht
- 2004: Das Paar im Kahn
- 2005: Mein Name ist Eugen
- 2005: Sommer mit Hausfreund
- 2005: SK Kölsch – Taxi-Mord
- 2005: Lindenstraße – Lauschangriff
- 2005: Nicht von dieser Welt
- 2006: Tatort: Das ewig Böse
- 2006: Tatort: Feuerkämpfer
- 2006: Alarm für Cobra 11 – Die Autobahnpolizei – Frankie
- 2007: Von Müttern und Töchtern
- 2008: Hunkeler macht Sachen
- 2008: SOKO Wismar – Der Tod trägt Weiß
- 2009: Hunkeler und der Fall Livius
- 2010: Ein Fall für Fingerhut
- 2010: Traum aus Schokolade
- 2011: Polizeiruf 110 – Feindbild
- 2011: Das Blaue vom Himmel
- 2011: SOKO Leipzig – Die schwarze Witwe
- 2011: Inga Lindström – Wilde Pferde auf Hillesund
- 2012: Der Dicke – Wirre Zeiten
- 2012: Inga Lindström – Vier Frauen und die Liebe
- 2012: Abseitsfalle
- 2013: Adieu Paris
- 2016: Toni Erdmann
- 2017: Zwei (2017)
- 2019: Tatort: One Way Ticket
- 2020: Der Zürich-Krimi: Borchert und die tödliche Falle
- 2020: Pohlmann und die Zeit der Wünsche (Fernsehfilm)

## Synchronrollen (Auswahl)
- 1984: Voltron – Verteidiger des Universums
- 1986–1989: Dragon Ball
- 1992: Evil Dead – Die Saat des Bösen
- 1993: Body Bags
- 1994: Against the Wall
- 1996: Der Glöckner von Notre Dame als Phoebus
- 1997: Der Letzte Sommer
- 2000: Ein ganz gewöhnlicher Dieb – Ordinary Decent Criminal
- 2000: Cosmo & Wanda – Wenn Elfen helfen
- 2001: Shadows of Death: Im Fadenkreuz der Mafia
- 2005: Jagd nach Gerechtigkeit – Das Tribunal von Den Haag
- 2006: Liebe löst den Schmerz
- 2007: Die Vögel – Attack From Above
- 2008: Weg der Wahrheit
- 2008: Harold & Kumar – Flucht aus Guantanamo
- 2008: The Way of War
- 2009: Lucky Luke
- 2009: (K)ein bisschen schwanger
- 2009–2010: Fullmetal Alchemist
- 2010: Die geheimen Tagebücher der Anne Lister
- 2011: 1911 Revolution
- 2016: Sherlock Holmes und die Primadonna

## Hörspiele und Features
- 1999: Mary Shelley :Frankenstein – Regie: Annette Kurth (WDR)
- 1999: Ken Follett: Die Säulen der Erde -Regie:Leonhard Koppelmann (WDR)
- seit 2001: Andreas Gloge: Point Whitmark … als Erzähler
- 2005–2009: Suzanne Collins: Gregor Band 1–5 als Ripred
- 2008: Jan Costin Wagner: Das Schweigen – Regie: Annette Kurth (WDR)
- 2012: Lange Schatten – DDR-Grenzer, der „Mordfall Runge“ und ein Prozess – Autor: Thomas Gaevert – SWR2-Feature, 55 Min.[3]
- 2013: Florian Felix Weyh: Entweigerung – Wiedervorlage einer Gewissensfrage – Regie: Günter Maurer (Feature – SWR)
- 2014: Christian Hussel: Tuber letalis; Regie: Wolfgang Rindfleisch (DKultur)
- 2015: Christine Wunnicke: The Ghost Club – Regie: Günter Maurer (Feature – SWR)
- 2015: Christoph Prochnow: Van Goghs Schweigen – Regie: Andrea Getto (Kriminalhörspiel – DKultur)